# Carex sendtneriana
Carex sendtneriana är en halvgräsart som beskrevs av Christian Georg Brügger. Carex sendtneriana ingår i släktet starrar, och familjen halvgräs. Inga underarter finns listade i Catalogue of Life.